# Sou de Qualquer Lugar
Sou de Qualquer Lugar é o sexto álbum de estúdio da artista musical brasileira Daniela Mercury, lançado em 8 de outubro de 2001 através das editoras discográficas BMG e Ariola. Durante a década de 1990, Mercury teve a oportunidade de excursionar por diversos países ao redor do mundo, muito dos quais, a cantora presenciou o uso de ritmos brasileiros nas remisturas de diversos disco-jóqueis (DJs) locais, fator que a influenciou a sair com um trio elétrico pelas ruas de Salvador durante o Carnaval da Bahia realizado em 2000, promovendo uma fusão de axé music e música eletrônica. Pouco depois, ela liberou seu quinto material de estúdio, Sol da Liberdade (2000), no qual apresentava pequenas experimentações com gêneros eletrônicos, em Sou de Qualquer Lugar, ela decidiu seguir expandindo a inclusão de vertentes do gênero, incluindo o techno e o dance, mas também elementos de estílos brasileiros que estavam crescendo em popularidade na época, como o xote e o samba rock, em detrimento do antigo axé e samba-reggae, presente em suas obras anteriores. As gravações do projeto ocorreram entre maio a agosto de 2001, em estúdios no Brasil, com a produção musical assinada pela própria intérprete ao lado de Ramiro Musotto, Celso Fonseca, Césario Leone e Marcelo Sussekind.
Sou de Qualquer Lugar recebeu uma resposta negativa por parte dos críticos de música contemporânea, que não apreciaram a mudança sonora da cantora e a quantidade de gêneros diferentes no álbum, afirmando que Mercury soava "desnorteada". Entretanto, o comercial da obra foi moderado, com a cantora recebendo uma certificação de ouro pela Pro-Música Brasil (PMB), por ter vendido cem mil unidades do produto e tornando-se o álbum menos vendido do catálogo de Mercury até então.
O primeiro single do álbum, "Beat Lamento", recebeu um videoclipe feito à base de computação gráfica. Nele, a cantora é retratada como uma heroína, em busca de algo em um grande labirinto. "Mutante", o segundo lançamento, alcançou grande popularidade nas rádios brasileiras, sendo também incluída na trilha sonora da telenovela Desejos de Mulher da Rede Globo, e ganhando prêmios de melhor música. "Estrelas" também foi lançada como single, recebendo menos notoriedade. Mercury também embarcou em uma turnê mundial para promover Sou de Qualquer Lugar.

## Antecedentes e produção
"Eu vim buscando mudar a sonoridade dos instrumentos. Vi que os DJs fora do país estavam utilizando muita música brasileira como base para suas experiências eletrônicas. Eu fiquei observando esse cenário e achando tudo muito interessante, jovem, renovador e eu pensei que nenhum artista brasileiro tinha feito isso dentro do Brasil para fora, ou do Brasil para ele mesmo. Essas experiências foram vivenciadas por mim em cima do trio elétrico a partir do ano 2000. O trio é um laboratório interessante que me permitiu ver o que fazer e o que não fazer, e eu sempre fui uma adepta da liberdade, porque eu acho que a criação deve ser livre e aberta.".

—Mercury explicando a inclusão de ritmos eletrônicos em sua musicalidade, em detrimento de ritmos baianos.
Durante a década de 1990, Mercury teve a oportunidade de excursionar por diversos países ao redor do mundo, muito dos quais, a cantora presenciou o uso de ritmos brasileiros nas remisturas de diversos disco-jóqueis (DJs) locais. Consequentemente, em 2000, Mercury saiu com um trio elétrico que promovia a união do axé music com a música eletrônica no Carnaval da Bahia. A ideia não foi bem recebida pelos foliões, a cantora foi vaiada por duas vezes. A primeira vaia aconteceu já depois da metade do trajeto. Mercury retrucou: "A gente está inventando. Vai atrás quem quer, o Carnaval é democrático". O público respondeu com sinais para que o trio passasse mais rápido. A segunda vaia aconteceu na grande concentração popular do final do percurso. Recebendo olhares de incompreensão e corpos parados, a cantora respondeu; "Faço Carnaval há 20 anos, posso inventar alguma coisa? A rua é de todo mundo. Se vocês podem sair vestidos de mulher, por que não posso sair com techno?", perguntou. Alguns foliões na multidão se viraram de costas. Mercury falou sobre a experiência; "Já passei por algumas situações bem esquisitas no Carnaval, quando era iniciante, mas como esta nunca. Pensei que fosse ser mais simples. Adoro tecno, se não adorasse não entraria nessa barca louca. Achei divertidas as reações, sabia que iam acontecer. Reagi às vaias porque você não pode deixar de enfrentar, no bom sentido". No mesmo ano, Mercury liberou seu quinto álbum de estúdio, Sol da Liberdade, que contou com dois singles de grande sucesso no Brasil, "Ilê Pérola Negra (O Canto do Negro)", que posteriormente foi remixado e ganhou uma nova roupagem dance, incluída no álbum e "Como Vai Você", regravação de Antônio Marcos, que integrou a trilha sonora da telenovela Laços de Família e recebeu o Prêmio Globo de Melhores do Ano de música do ano em 2000. Em seguida, ela excursionou com a turnê de apoio ao disco que teve passagens por países como os Estados Unidos, além de se apresentar no Rock in Rio III em 12 de janeiro de 2001. Por sua crescente número de apresentações no exterior, Mercury estava começando a ganhar atenção nos mercados internacionais. Em uma entrevista à revista americana Billboard, a cantora insistiu que não estava deixando o axé para trás, mas que ela abrigava um desejo de ser mais "internacional":
"Samba-reggae é minha identidade. Eu não estou fazendo nada que eu não estivesse fazendo antes, mas eu tenho que atualizar a minha música porque me sinto cada vez mais como uma cidadã do mundo".

Mercury começou a trabalhar em um novo álbum em maio de 2001, terminando em agosto do mesmo ano. Para este projeto, ela recrutou compositores como Carlinhos Brown e Márcio Mello, além de seu próprio filho, Gabriel Póvoas. A cantora comentou que estava revelando outro lado como compositora e que isso resultou em dar "um pouco da cara do disco que é um pouco mais feminino" e completou dizendo que com Sou de Qualquer Lugar ela estava mantendo a sua pesquisa com percussão, mas salientando que havia começado a fazer uma pesquisa com novas tecnologias desde o lançamento anterior, Sol da Liberdade; "Utilizando sonoridades diferentes, timbragens diferentes dos teclados, eu acho que o grande espaço que a gente tem para alteração, para modificação, para renovação do trabalho é com timbragens", disse Mercury. Sou de Qualquer Lugar foi produzido pela própria intérprete, juntamente com Celso Fonseca, Ramiro Mussoto, Cesário Leony e Marcelo Sussekind. Antes deles a gravadora tentou com que a cantora trabalhasse com o produtor Robertinho de Recife. Porém, ela não concordou; "Achei melhor sair fora. Ou faço o disco, ou não", disse ele, que gravou uma faixa.

## Arte da capa

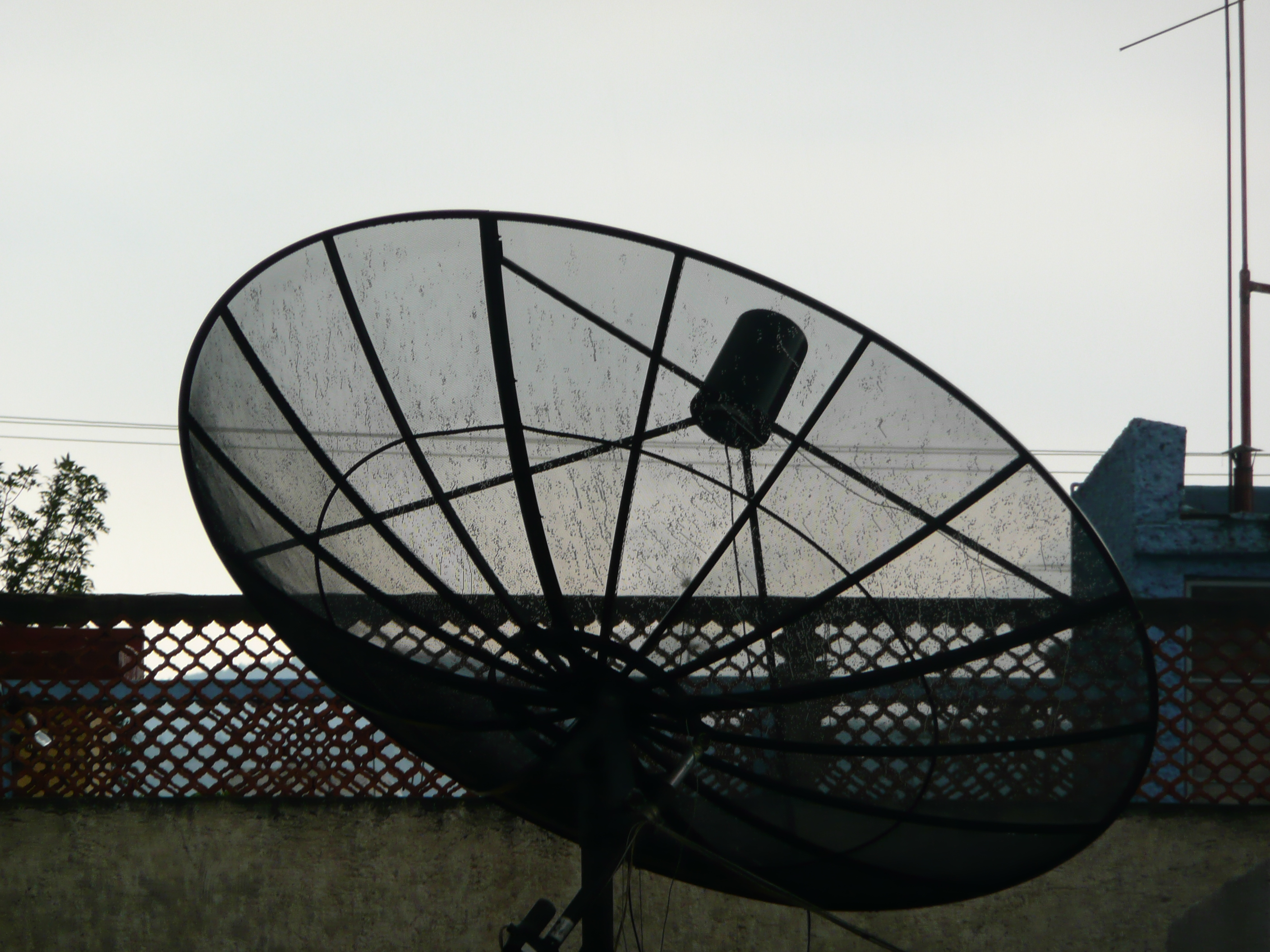
A foto de uma antena parabólica é presente no encarte de Sou de Qualquer Lugar.

Na capa de Sou de Qualquer Lugar, fotografada por Jorge Davidson e feita por Gringo Cardia, Mercury exibe um visual contemporâneo, um contraste às capas anteriores em que mostrava cabelos longos e encaracolados; desta vez ela exibe cabelos em desalinho de mechas de cores diversas indo do castanho escuro ao louro médio, e lábios entreabertos num batom cor de boca. No encarte do álbum, fragmentos de fotos como se estivesse, numa delas, no "topo do mundo", em outra, uma parte de um avião; em outra, uma antena parabólica; estão presentes outras fotos, assim como a foto de um retrovisor, bem como de uma estrada vista de dentro do carro.
Ainda no interior do encarte, pode-se observar um cartaz com palavras em diferentes línguas que podem ser decodificadas como "local, nacional, internacional"; na contracapa do encarte observa-se Mercury numa foto exibindo suas pernas, mas com o rosto encoberto pelos cabelos. Já no compartimento interior do álbum, onde o CD é guardado, apresentam-se duas fotos em posição de valete, exibindo o corpo nu coberto por um tecido azul, em maquiagem escura, com uma semi-franja que cai em cima de um dos olhos. Em duas fotos do compartimento exterior, exibe-se Mercury em foto da cintura para cima de biquíni preto e coleira prata colada ao pescoço e cabelos longos em desalinho. Mercury comentou sobre a mudança de visual para o álbum: "Quis expor a minha sensualidade mais que em outros discos. Digo, brincando, que é um exercício de poder. Mas não há nenhum exagero, não estou uma bad girl total".

## Composição
Mesmo não me incomodando musicalmente, eu quis fugir daquele estereótipo [de cantora de axé]. Acho lindo as percussões da Bahia, mas o meu desejo é contribuir dentro do universo eletrônico e pop agregando fusões com a MPB.

—Mercury explicando a proposta sonora de Sou de Qualquer Lugar.
Musicalmente, Sou de Qualquer Lugar foi descrito como uma partida dos discos anteriores de Mercury que priorizavam, majoritariamente, estilos como samba-reggae e o axé music, para dar espaço a uma sonoridade mais próxima da música pop, dance e techno, além de elementos de xote, samba-rock, maxixe, reggae e disco. Sobre a variedade sonora no trabalho, Mercury disse; "Talvez essa sede por coisas novas seja tão grande que tenha resultado em um CD eclético mesmo".
Composta pelos cantores Lenine e Dudu Falcão, a canção que abre o álbum, "De Qualquer Lugar", combina elementos de música pop com tecno, cujo arranjo foi feito pela intérprete e sua própria banda, ao lado do produtor da faixa, Ramiro Musotto. Instrumentado por sons sintetizados, batidas dançantes e caixas estaladas e sampleadas, além de uma guitarra elétrica tocada por Davi Moraes. A faixa contém linhas interpretadas por Mercury na forma de rap, com um conteúdo lírico que retrata a ideia multicultural presente em sua personalidade e na qual ela tentou imprimir no disco; "Sou de qualquer lugar / Sou minha nação / Tenho somente o sonho / E o mapa do mundo em minhas mãos / Por onde eu passar / Vão lembrar de mim / Finco minha bandeira / Eu sou brasileira, eu nasci assim". O segundo número, "Baiana Havaneira", escrito por Carlinhos Brown, é musicalmente derivado do maxixe e apresenta influências de sons cubanos que, segundo a intérprete, ocorreu quando ela recebeu a música das mãos de Brown; "era uma guajira, então, chamei o maestro Fred Dantas e ele disse: Dani, dá pra colocar um maxixe?" e "Baiana Havaneira" foi feita assim". A canção tem uma letra metafórica e apresenta o uso de instrumentos como baixo, teclado, pratos e guitarra, além de percussão. "Praieira", regravação do cantor Chico Science, tem a produção musical assinada por Ramiro Musotto. Em termos musicais, o tema apresenta uma fusão de pop eletrônico e samba-reggae; a ideia de fundir os dois gêneros em uma única faixa partiu da própria intérprete, quando pediu ao produtor da canção, que fizesse um samba-reggae para as pistas de dança, para as pessoas dançarem, mas também algo influenciado pelo rock.
A quarta canção do disco e primeiro single, "Beat Lamento", é uma balada escrita por Márcio Mello, cujo seu título é uma mistura da palavra beat com lamento, fazendo uma analogia entre a batida do coração e o eletrônico. O número apresenta influências de samba-rock e é instrumentado por um violão combinado com ritmos programados conduzindo uma melodia dolente. O disco segue com "Aeromoça", obra escrita por Mercury juntamente com seu filho Gabriel Póvoas; "Ele criava no violão uma harmonia com batida latina e eu disse: 'É bonita, segura aí'", afirma a cantora, que depois colocou a letra, que seria inspirada em sua vida pessoal. "Foi uma brincadeira colocar nome de Aeromoça, porque a música tem um sentido muito mais existencial. Fala sobre voar, e eu, como ser humano, tenho de voar, ultrapassar limites, me aventurar", afirma. Na faixa, a intérprete canta sobre às concessões feitas ao amor sem, no entanto, deixar de voar; "Posso até deixá-lo tomar conta dos meus lábios / Posso até guardá-lo em meu corpo para que me aqueça / Posso ouvir os teus anseios e lutar por eles também / Mas eu tenho que voar". Musicalmente, é um pop com influências árabes e flamencas. De autoria de Tenison Del Rey e Carlos Neto, "Estrelas", é um dueto com o cantor Toni Garrido, e, em termos musicais, é uma mistura de  pop e reggae. "Ata-Me", um número descrito como o mais "baiano" das canções do disco. A faixa, de autoria da própria intérprete, é classificado como um samba-reggae e instrumentado por "baticum em surdina", na qual Mercury canta; "Forje a despedida / Sem calma, me ame/ Com pressa, me chame/ Serei tua mulher".
A oitava obra de Sou de Qualquer Lugar é uma regravação da música "Mutante", retrabalhado em sonoridade dance e originalmente interpretado e escrito por Rita Lee e Roberto de Carvalho'. "Um Tempo de Paixão", é uma balada pop  composta por Dalto e Cláudio Rabello; recebeu comparações dos críticos à trabalhos dos cantores Djavan e Marina Lima. "Bora Morar", iniciada com sons de uma chuva, é uma música de andamento acelerado escrita por Brown. A décima-primeira canção é "Quem Puder Ser Bom Que Seja", que apresenta uma fusão de xote com elementos eletrônicos, uma composição de Gilberto Gil. "Janela", escrita e produzida por Cesário Leony, é um samba-reggae instrumentado por caixas. "Nossa Música", de Celso Fonseca, integra a música eletrônica às riquezas harmônicas e melódicas da bossa nova. Em suas letras, Mercury revela o desejo de expressar em uma canção seu sentimentos pela pessoa amada; "Tantas vezes eu tentei fazer / Uma canção pra você gostar / Pra deixar impresso o nosso amor / Por toda a vida". Fechando o álbum, a artista canta um techno-frevo de sua autoria, "Nina", com citação da marcha-rancho de Chiquinha Gonzaga, "Ó Abre Alas", num arranjo de Letieres Leite e se descreve nas linhas: "Sou cria da minha aldeia/ Sou do mato / Do asfalto / Da maré".

## Crítica profissional
| Críticas profissionais | Críticas profissionais |
| Avaliações da crítica  | Avaliações da crítica  |
| Fonte                  | Avaliação              |
| ---------------------- | ---------------------- |
| AllMusic               | [ 21 ]                 |
| Carnasite              | [ 19 ]                 |
| CliqueMusic            | [ 18 ]                 |
| Folha de S. Paulo      | mista                  |
| Istoé Gente            | mista                  |

Sou de Qualquer Lugar recebeu revisões negativas por parte dos críticos de música contemporânea. Resenhando para a revista Veja, Sérgio Martins sentiu que o álbum "é um cozido esquisito. Dá a impressão de ter sido feito de qualquer jeito. Tenta soar moderninho, sem êxito". Ele diz que isso vem do fato de "Daniela não saber para onde atirar. Desde que resolveu abandonar o trono da axé music, em meados dos anos 90, ela patina ora no terreno da MPB tradicional, ora no da música eletrônica. Não consegue angariar novos fãs e, pior ainda, perde antigos admiradores, que associavam sua música com a farra baiana". Pedro Alexandre Sanches, do jornal Folha de S. Paulo, concedeu uma nota média ao registro, dizendo que "Sou de Qualquer Lugar' é um disco atordoado, e isso se traduz particularmente na profusão e variedade de produtores convocados para concretizá-lo". Silvia Ruiz, da Istoé Gente, comenta que "Daniela vive uma crise de identidade típica da adolescência. [...] Confusa e atirando para todo lado, a cantora reuniu cinco produtores diferentes para dar o tom do disco. [...] Nada de mais tentar pegar a onda da vez. Madonna fez isso a vida toda. E fez bem feito, com determinação. Mas não é isso que acontece com Sou de Qualquer Lugar. [Mercury] parece desnorteada, sem saber como se colocar no cenário atual da MPB".
Com uma crítica mediana, Marco Antonio Barbosa, do website CliqueMusic, disse que Sou de Qualquer Lugar "é um bem acabado produto pop, com características mais universais do que propriamente baianas; tem eletrônica, manguebeat, Carlinhos Brown e Chiquinha Gonzaga na mistureba de Daniela. Os fãs da cantora dos tempos de O Canto da Cidade podem ficar chateados com a guinada, que desfavoreceu o batuque e privilegiou atmosferas mais cool, construções mais sutis. Deu certo? Se a intenção da estrela foi apenas fazer um disco agradável e variado, deu. Mas quem preconizava uma tal revolução na junção do axé com as mudernidades [sic] eletrônicas vai se frustrar". Chris Nickson, do banco de dados AllMusic, adjetivou o disco de "moderno, destinado a um público amplo. Sendo a Rainha do Axé por tanto tempo, Mercury está se esforçando para o grande momento. Embora não seja o seu melhor álbum - às vezes o brilho é colocado um pouco mais densamente, obscurecendo a alma na voz maravilhosa e maleável de Mercury - ele ainda tem seus momentos. E quando ela acerta, não há ninguém no Brasil, ou do mundo latino, a ganhar dela. O jornalista estadunidense Peter Margasak, do Chicago Reader, opinou que os experimentos de Mercury com a música eletrônica eram decepcionantes. Apesar de elogiar a faixa-título, em outras músicas há uma desconexão infeliz entre a voz e o instrumental.

## Promoção
Para celebrar o lançamento de Sou de Qualquer Lugar, uma promoção foi estabelecida no hotsite de Mercury no UOL. As dez melhores respostas à pergunta "Qual o melhor lugar do mundo para ouvir o novo disco de Daniela Mercury?" seriam premiadas e os ganhadores receberiam um exemplar do álbum autografado pela cantora. Mercury ainda promoveu o álbum com apresentações em programas de televisão, como Domingão do Faustão, Planeta Xuxa, Vídeo Show, Hebe, É Show, e Super Positivo. A turnê para a promoção de Sou de Qualquer Lugar foi dirigida por Nelson Motta, com figurinos feitos por Glória Coelho e cenografia de Gringo Cardia, que também fez a capa do álbum. Ela começou no Festival de Verão de Salvador no início de 2002, antes de passar pela Europa e pela América do Norte no verão setentrional do mesmo ano. Um show da turnê seria gravado em Lisboa, Portugal, em parceria com a MTV Portugal. No entanto, depois de várias mudanças, o projeto foi realocado para Salvador, tornando-se o MTV ao Vivo: Eletrodoméstico.

### Singles
"Beat Lamento" foi lançada como primeiro single oficial do álbum. O videoclipe acompanhante para a faixa foi dirigido por Gualter Pupo, Maraliz e Fábio Soares. Ele foi todo feito à base de computação gráfica. No clipe, a cantora transforma-se em uma heroína virtual, em busca de algo em um grande labirinto, onde diversas outras pessoas parecem estar procurando o mesmo que ela. "Mutante" foi escolhida como segundo single do álbum. Após ser incluída na trilha sonora da telenovela Desejos de Mulher da Rede Globo, a canção rapidamente alcançou enorme popularidade nas rádios brasileiras. "Mutante" foi reconhecida como a melhor música em duas ocasiões: uma delas foi no Prêmio da Música Brasileira em 2001, e a outra no Prêmio Multishow de 2002. A cantora comentou sobre a segunda vitória, dizendo estar surpreendida: "Pensei que fosse ganhar 'Festa'" de Ivete Sangalo, olhando para Sangalo que também estava na plateia. "Estrelas", uma colaboração com Toni Garrido, também foi lançada como single em 2002.

## Alinhamento de faixas
| Sou de qualquer lugar |                               |                                  |                   |         |  |
| N.º                   | Título                        | Compositor(es)                   | Produtor(es)      | Duração |  |
| 1.                    | "De Qualquer Lugar"           | Lenine · Dudu Falcão             | Ramiro Musotto    | 4:35    |  |
| 2.                    | "Baiana Havaneira"            | Carlinhos Brown                  | Mercury           | 3:25    |  |
| 3.                    | "A Praieira"                  | Chico Science                    | Musotto           | 3:43    |  |
| 4.                    | "Beat Lamento"                | Márcio Mello                     | Celso Fonseca     | 3:38    |  |
| 5.                    | "Aeromoça"                    | Daniela Mercury · Gabriel Póvoas | Mercury           | 3:40    |  |
| 6.                    | "Estrelas" (com Toni Garrido) | Tenison Del Rey · Carlos Neto    | Musotto           | 3:44    |  |
| 7.                    | "Ata-me"                      | Mercury                          | Mercury           | 3:18    |  |
| 8.                    | "Mutante"                     | Rita Lee · Roberto de Carvalho   | Ramiro Musotto    | 4:24    |  |
| 9.                    | "Um Tempo de Paixão"          | Dalto · Cláudio Rabello          | Marcelo Sussekind | 4:03    |  |
| 10.                   | "Bora Morar"                  | Brown                            | Mercury           | 4:21    |  |
| 11.                   | "Quem Puder Ser Bom Que Seja" | Gilberto Gil                     | Fonseca           | 3:59    |  |
| 12.                   | "Janela"                      | Kiko Furtado · Daniel Gonzaga    | Cesário Leone     | 3:49    |  |
| 13.                   | "Nossa Música"                | Celso Fonseca                    | Fonseca           | 3:53    |  |
| 14.                   | "Nina"                        | Mercury                          | Mercury           | 4:03    |  |
| Duração total:        | Duração total:                | Duração total:                   | Duração total:    | 54:21   |  |

## Créditos e pessoal
Lista-se abaixo os profissionais envolvidos na elaboração de Sou de Qualquer Lugar, de acordo com o encarte do álbum.

### Produção
- Daniela Mercury: vocais, arranjo, arranjo de baixo, composição, teclados, loops, artista principal, produção
- Ramiro Musotto: arranjo, assistência de edição, percussão, programação de percussão, produção, programação
- Marcelo Sussekind: arranjo, arranjo de baixo, programação de baixo, teclados, edição de loop, produção, cordenação de programação
- Celso Fonseca: baixo, arranjo de baixo, engenharia, programação de guitarra, teclados, percussão, produtor, viola, produção visual, composição
- Cesário Leony: arranjo, baixo, produção
- Marcio Almeida: assistência de produção
- Toni Garrido: vocais convidados
- Luizão Dantas: assistência de mixagem, assistência de gravação
- Renato Alscher: engenharia, composição
- Fabio Arruda: assistência de design
- Marco Aurelio: produção fotográfica
- Jorge Davidson: direção artística
- Gringo Cardia: capa, produção de fotos
- Alexandre Rocha: assistência de fotografia
- Eduardo Costa: engenharia, composição
- Eduardo Tavares: assistência de gravação
- Greg VanDerlans: fotografia
- Duda Mello: engenheiria, composição
- Walter Costa: efeitos, masterização, mixagem, vocoder
- Emil Ferreira: coordenação gráfica
- Denilson Campos: engenheiro, composição
- Thiago Braga: assistência de gravação
- Murillo Meirelles: fotografia
- Carlinhos Brown: composição
- Daniel Gonzaga: composição
- Rita Lee: composição
- Chico Science: composição
- Lenine: composição
- Gilberto Gil: composição
- Carlos Esteban Fonseca: composição
- Márcio Mello: composição

### Músicos
- Sacha Amback: arranjo, teclados
- Carlos Bala: bateria
- Jorjão Barreto: arranjo, teclados
- André Becker: flauta, saxofone
- Chocolate: bateria
- Fred Dantas: arranjo, trombone
- Firmino: blocos, triângulo, zabumba
- Carlinhos Freitas: domínio
- Jorginho Gomes: bateria
- Letieres Leite: acordeão, flauta, arranjo flauta, viola
- Jose Lourenco: piano elétrico, baixo, sintetizador
- Arthur Maia: baixo
- Carlos Malta: saxofone
- Carlinhos Marques: vocais
- Davi Moraes: guitarra
- Pernambuco: trompete
- Henrique Portugal: arranjo, teclados
- Renan Ribeiro: vocais
- Gerson Silva: arranjo, cordas, viola
- Robertinho Silva: percussão
- Roberto Silva: trombone
- Paulinho Trompete: trompete
- Alejandra Vargas: arranjo, guitarra, viola
- Fernando Vidal: violão

## Desempenho comercial
Sou de Qualquer Lugar já havia vendido cento e cinquenta mil cópias pelo Brasil ao final de novembro de 2001, dando a Mercury um certificado de ouro pela Pro-Música Brasil (PMB).
| Região                                              | Certificação | Vendas   |
| --------------------------------------------------- | ------------ | -------- |
| Brasil (Pro-Música Brasil)                          | Ouro         | 100 000* |
| *números de vendas baseados somente na certificação |              |          |

## Histórico de lançamento
| País           | Data                   | Formato | Gravadora |
| -------------- | ---------------------- | ------- | --------- |
| Brasil         | 8 de outubro de 2001   | CD      | BMG       |
| Portugal       | 8 de outubro de 2001   | CD      | BMG       |
| Alemanha       | 19 de novembro de 2001 | CD      | BMG       |
| México         | 20 de novembro de 2001 | CD      | BMG       |
| Estados Unidos | 27 de novembro de 2001 | CD      | BMG       |
| França         | 27 de novembro de 2001 | CD      | BMG       |
| Itália         | 2 de julho de 2002     | CD      | BMG       |